# Joey Marella
Joseph A. (Joey) Marella (Burlington (New Jersey), 28 februari 1963 - Willingboro Township (New Jersey), 4 juli 1994) was een Amerikaanse scheidsrechter bij het professioneel worstelen, voornamelijk bij de World Wrestling Federation.
Marella scheidsrechterde vele wedstrijden, waaronder enkele belangrijke, zoals de wedstrijd Hulk Hogan tegen André the Giant op WrestleMania III in 1987. Marella is de geadopteerde zoon van Robert Marella, die als professioneel worstelaar bekendstond als Gorilla Monsoon. In het professioneel worstelwereldje werd er nauwelijks over gesproken dat Marella de geadopteerde zoon van Gorilla Monsoon was. Na de carrière van Gorilla Monsoon, ging hij verder als worstelcommentator en het gebeurde regelmatig dat zijn zoon de scheidsrechter was van een wedstrijd die hij samen met anderen van commentaar voorzag. In de latere jaren, voor Joey Marella's dood, leverde Jesse Ventura of Gorilla Monsoon weleens stevige kritiek op scheidsrechter Joey Marella, wat ook op televisie te horen was en wat expres werd gedaan als een soort interne grap, vaak geïmproviseerd. Niet iedereen wist dat scheidsrechter Joey Marella de zoon was van Gorilla Monsoon (Robert Marella).

## Filmografie
- No Holds Barred - worstelscheidsrechter

## Overlijden
Na een worstelwedstrijd in Ocean City (Maryland), reed Marella naar huis en bijna thuis aangekomen viel hij in slaap achter het stuur, wat hem zijn leven kostte. Zijn medepassagier, die de autogordel droeg, was slechts lichtgewond.